# Ondarroa
Ondarroa (kastilisch Ondárroa) ist eine Gemeinde in der Provinz Bizkaia der Autonomen Gemeinschaft Baskenland in Spanien. Sie liegt etwa 40 km östlich der Provinzhauptstadt Bilbao an der Mündung des Flusses Artibai in den Golf von Biskaya.

## Geschichte
Am 28. September 1327 gewährte María Díaz de Haro, Herrin von Biscaya, in Estella (Navarra) das Stadtrecht für Ondarroa. Der neue Ort erhielt wie die anderen Städte der Bizkaia das Fuero von Logroño. Marías Nachfolger Juan Núñez de Lara und seine Frau María Díaz II de Haro bestätigten 1335 die Gründung und stellten die Mittel für die Errichtung der Stadtmauer bereit.
König Alfons XI. gemeindete wenig später Rentería de Aramaio ein und gestand dem Ort die Einkünfte aus dem Brückenzoll der Holzbrücke über den Artibai zu. Die Brücke wurde später durch die heutige Puente Viejo ersetzt.
1351 vereinigte sich der Ort mit Bilbao, Plentzia und Lekeitio in einer Liga gegen die Engländer, die Bayonne und Biarritz besetzt hatten. Der anschließende Friedensvertrag wurde am 21. Dezember 1353 in Hondarribia unterzeichnet.
Heinrich IV. von Kastilien gewährte Ondarroa Privilegien für geleistete Dienste an der Krone und unterstützte den Wiederaufbau nach dem Brand im Jahr 1463.
Zu Zeiten König Philipp II. war der Handel für die Stadt so wichtig, dass sie über fünfzig Schiffe verfügte. Daneben war der Schiffbau wichtiger Erwerbszweig und blieb es bis in die zweite Hälfte des zwanzigsten Jahrhunderts.
1638 stand Ondarroa gemeinsam mit anderen Orten erfolgreich dem vom Franzosen eingeschlossenen San Sebastián zur Seite, dagegen erlitt es im Pyrenäenkrieg 1793–1795 Brandschatzung und Plünderung durch das französische Heer.

## Wirtschaft
Der Ort war über Jahrhunderte ein Zentrum der Fischerei und des Walfangs, wovon auch der im Wappen dargestellte Wal zeugt. Die Fischerei ist auch weiterhin von großer Bedeutung. Die in Ondarroa beheimatete Fischereiflotte umfasste im Jahr 2007 38 Schiffe, darunter 30 für die Tiefseefischerei, und ist damit nach der von Bermeo die zweitgrößte des spanischen Baskenlandes. Neben dem Hafen liegt der Badestrand Arrigorri.

## Politik

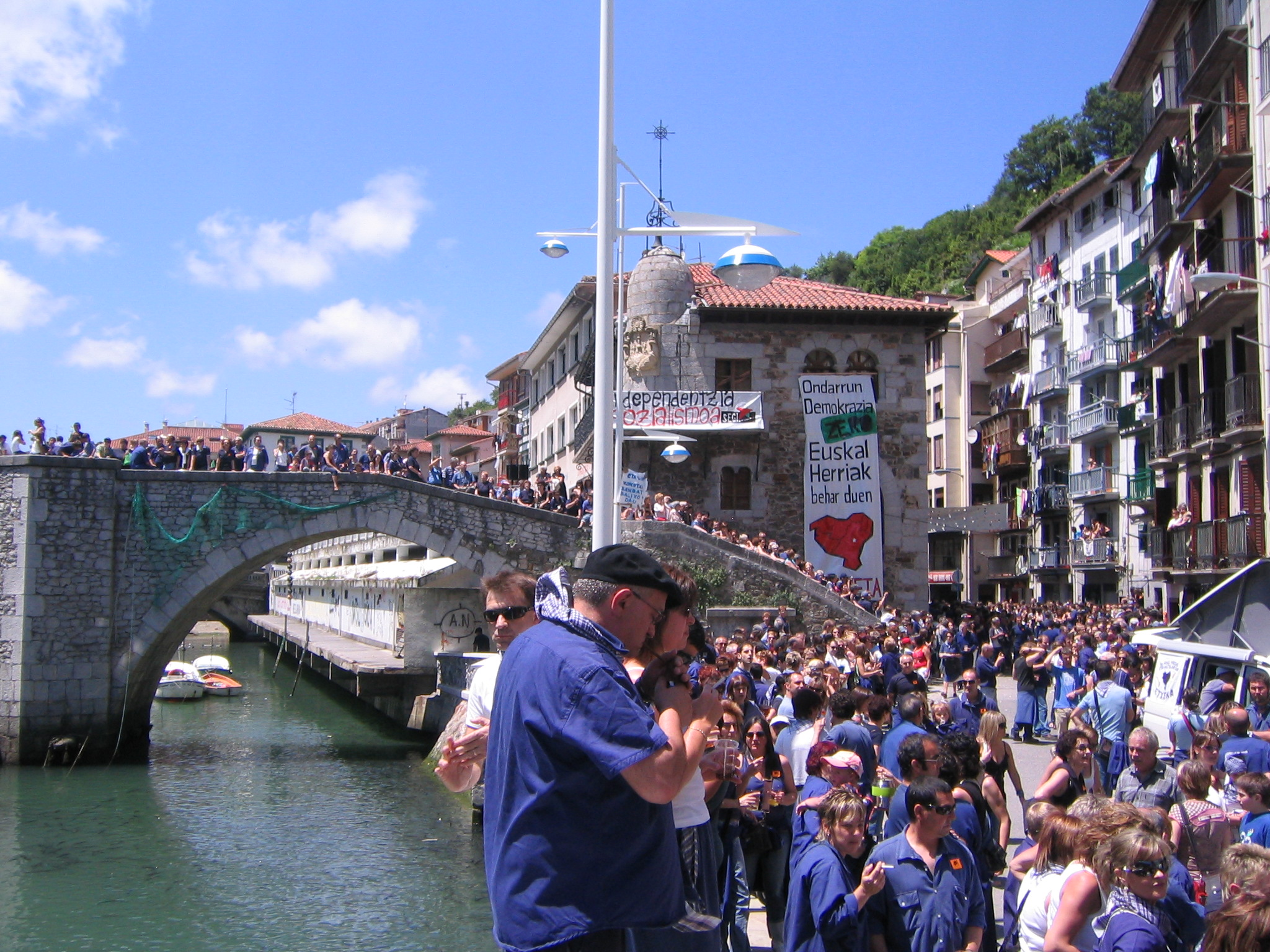
Volksfest Zapatu Azule („blauer Samstag“) in Ondarroa, im Hintergrund nationalistische Transparente

Ondarroa gilt als Hochburg der radikalen baskischen Nationalisten, die einen unabhängigen baskischen Staat anstreben. Vor der Kommunalwahl 2007 untersagte der Oberste Gerichtshof Spaniens den Wahlantritt der Acción Nacionalista Vasca (ANV), da mehrere Kandidaten in Verbindung zur Partei Batasuna standen; diese war wegen ihrer Unterstützung der Terrororganisation ETA verboten worden. ANV rief daraufhin zum Wahlboykott auf.
Bei der Wahl am 27. Mai 2007 wurden 4.833 Stimmen abgegeben (63,84 % der Wahlberechtigten). Darunter waren jedoch 2.195 ungültige und 81 leere Stimmzettel. Die gemäßigt nationalistische EAJ-PNV wurde mit 1.720 Stimmen (65,2 % der gültig abgegebenen Stimmen) stärkste Kraft und erhielt 9 der 13 Sitze im Gemeinderat. Die übrigen Sitze entfielen auf Eusko Alkartasuna (EA) (2), Ezker Batua (EB, regionale Sektion der Izquierda Unida) und Partido Popular (PP) (je 1). Nach Drohungen radikaler Nationalisten, die die ungültigen Stimmen für ANV beanspruchten, verzichteten die meisten gewählten Gemeinderäte darauf, ihr Mandat anzutreten; zur konstituierenden Sitzung erschien nur der Gemeinderat des PP.
Durch die Provinzverwaltung von Bizkaia wurde daraufhin eine Geschäftsführungskommission (Comisión Gestora Municipal) unter dem Vorsitz des früheren Bürgermeisters Félix Aranbarri Urizarbarrena (EAJ-PNV) eingesetzt, der seitdem die Verwaltung der Gemeinde obliegt. Ihre Sitzungen finden aus Sicherheitsgründen unter Ausschluss der Öffentlichkeit in Bilbao statt, mit Ausnahme des Vorsitzenden leben die Mitglieder außerhalb der Gemeinde. Der Vorsitzende und seine Familie erhalten Drohungen radikaler Nationalisten; sein privates Auto wurde bei einem Brandanschlag zerstört.

## Söhne und Töchter der Stadt
- Iñaki Bergara (* 1962), Fußballtorhüter und Torwarttrainer
- Iñigo Martínez (* 1991), Fußballspieler
- Kepa (* 1994), Fußballspieler